# Al-Bīrūnī

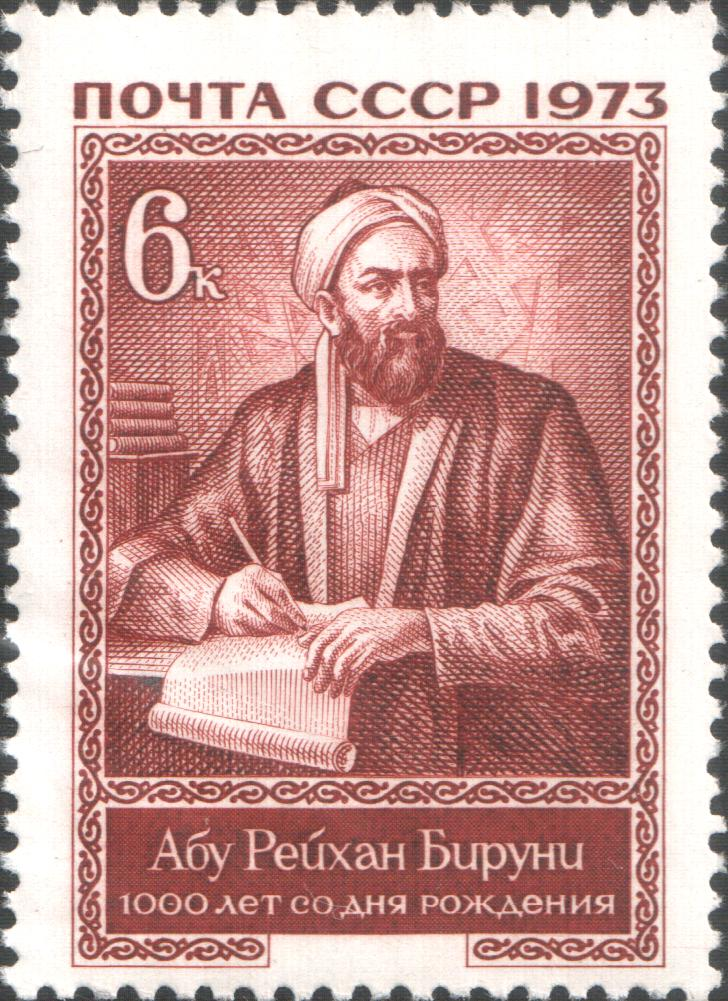
Bildnis al-Bīrūnīs auf einer sowjetischen Briefmarke

Abu r-Raihan Muhammad b. Ahmad al-Bīrūnī (arabisch أبو الريحان محمد بن أحمد البيروني, DMG Abū r-Raiḥān Muḥammad b. Aḥmad al-Bīrūnī; persisch auch nur kurz ابوریحان بیرونی, Abū Raiḥān Bīrūnī) – kurz (al-)Biruni (geboren am 4. September 973 in Kath, Choresmien (heute Usbekistan); gestorben am 9. Dezember 1048 in Ghazna (ghaznawidische Hauptstadt; heute Afghanistan)) war ein persischer (choresmischer) Universalgelehrter, Mathematiker, Kartograf, Astronom, Astrologe, Philosoph, Pharmakologe, Mineraloge, Forschungsreisender, Historiker und Übersetzer in Zentralasien.

## Leben und Werk

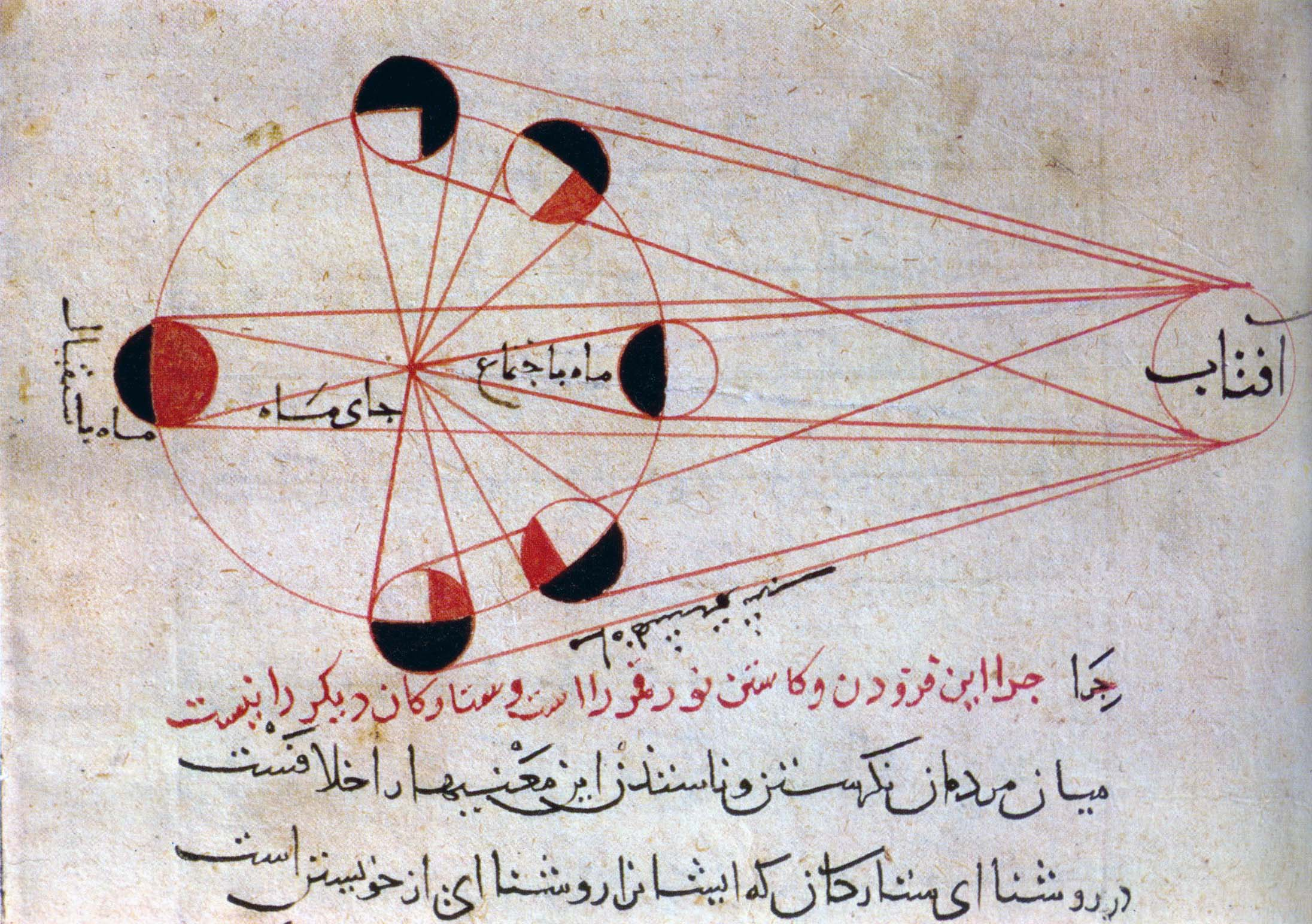
Illustration einer Mondfinsternis aus dem Kitab at-Tafhim

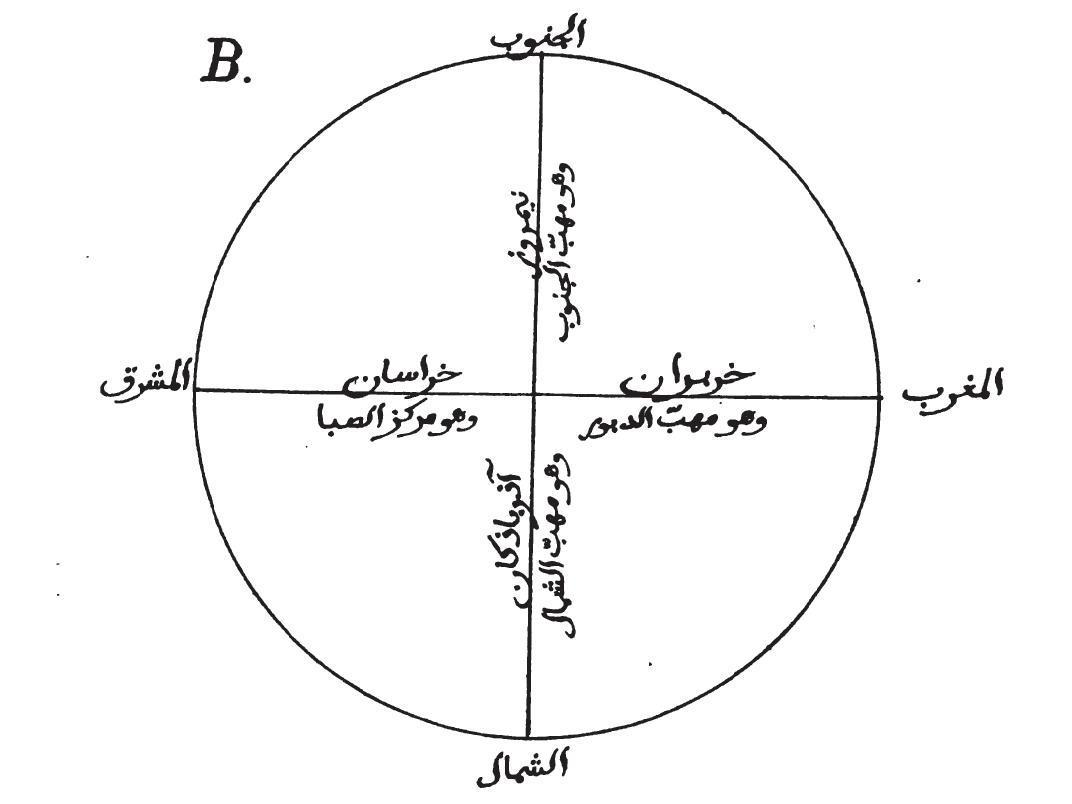
Ein Gezeichneter Kompass von Abū Rayḥān al-Bīrūnī

Die ersten 20 Jahre lebte Abū r-Raiḥān Muḥammad ibn Aḥmad in Choresmien, wo er schon in jungen Jahren von dem Gelehrten Abu Nasr Mansur ausgebildet wurde. Als die von Kath aus herrschende Afrighiden-Dynastie, welcher al-Bīrūnī nahestand, 995 von den Mamuniden aus Gurgandsch gestürzt wurde, verließ er das Land und ging an den Hof des Samaniden Mansur II. nach Buchara. Hier wirkte zu dieser Zeit auch der vor allem als Mediziner und Philosoph bekannte Ibn Sina (Avicenna), mit dem al-Bīrūnī (nachdem er um 997 einen programmatischen Briefwechsel eingeleitet hatte) viele Jahre lang zusammenarbeitete und den er auch in seiner „Chronologie“ aus dem Jahr 1000 erwähnte. 998 zog er nach Tabaristan und lebte am Hof des Ziyariden Qabus (Qābūs ibn Wuschmagīr), bevor er in seine Heimat zurückkehrte, wo er sieben Jahre lang zum Gurgandschischen Gelehrtenkreis um Khwarazm-Schah Mamun II. gehörte. Offenbar hatte er zuvor mit den Mamuniden Frieden geschlossen und die Beobachtung einer Mondfinsternis am 24. Mai 997 in Kath zeigt, dass er Choresmien schon eher wieder besucht haben muss. Al-Bīrūnī hatte damals mit Abu'l-Wafa verabredet, dass dieser das Ereignis in Bagdad beobachtet; durch einen Vergleich der notierten Eintrittszeiten des Erdschattens konnten sie die Differenz in den geographischen Längen von Kath und Bagdad bestimmen. Al-Bīrūnī beschäftigte sich in dieser Zeit mit Astronomie, Geschichte und Kartografie.
1017 eroberte der Ghaznawidensultan Mahmud von Ghazni Choresmien und nahm al-Bīrūnī, Abu Nasr Mansur ibn Iraq und andere als seine Gefangenen mit nach Ghazna. In der Folgezeit erhielt al-Bīrūnī von Mahmud finanzielle Zuwendungen für astronomische Aufgaben. Die Beobachtung einer Sonnenfinsternis am 8. April 1019 in Lamghan nördlich von Kabul zeigt, dass er sich zumindest im Herrschaftsbereich Mahmuds frei bewegen konnte. Er bestimmte auch die genaue geographische Breite von Kath. Ab 1022 beherrschte Mahmud Teile von Nordindien. Al-Bīrūnī begleitete ihn auf diesen Feldzügen. Er war der erste islamische Wissenschaftler, der sich mit der brahmanischen Wissenschaft beschäftigte und darüber im Kitab al-Hind umfassend berichtete. Al-Bīrūnī, dessen Muttersprache choresmisch war, übersetzte zahlreiche arabische und griechische Werke ins Sanskrit, darunter die Elemente des Euklid. 1023 ermittelte er mit einem von ihm erfundenen neuen Messverfahren den Radius der Erdkugel zu 6339,6 km, was dem realen heutigen Wert am Äquator von 6378,1 Kilometer recht nahe kommt. Abu 'r-Raihan Muhammad al-Bīrūnī konstruierte das erste Pyknometer. Damit bestimmte er die Dichte (das spezifische Gewicht) von unterschiedlichen Materialien.

## Ehrungen

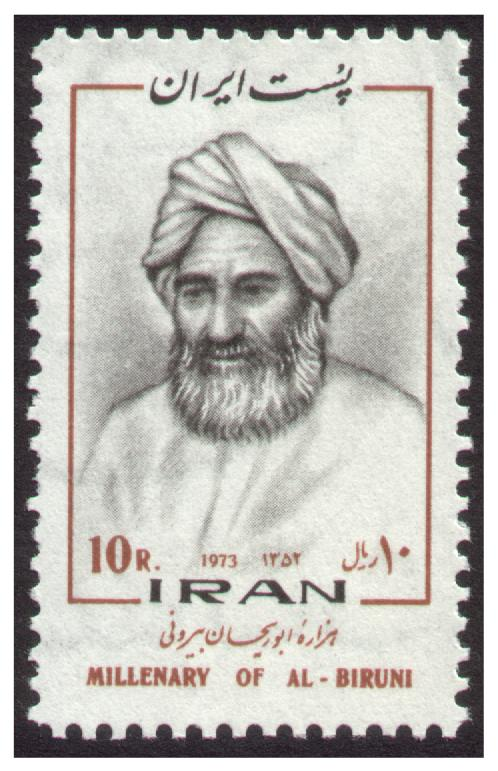
Al-Bīrūnī (Iranische Briefmarke, 1973)

Eine moderne Stadt im Bereich von al-Bīrūnīs Geburtsort wurde 1958 ihm zu Ehren in Beruniy umbenannt. Die Universität Schiraz benannte ihr astronomisches Observatorium Abu Reihan Observatorium. Die Internationale Astronomische Union (IAU) ehrte ihn durch die Benennung des Mondkraters Al-Biruni. Ferner ist er Namensgeber für die Insel Biruni Island in der Antarktis.

## Schriften
Al-Bīrūnī schrieb etwa 146 Bücher mit geschätzten 13.000 Seiten Umfang und tauschte sich mit Kollegen wie Avicenna (Ibn Sina) per Briefverkehr aus. Etwa ein Fünftel seines Werkes ist erhalten geblieben, darunter:
- al-Qānūn al-Masʿūdī, ein Sultan Masud I. von Ghazni gewidmetes Handbuch der Astronomie
- Kitāb al-tafhīm li- awāʾil ṣināʿat al-tanǧīm: „Buch der Unterweisung in die Anfänge der Kunst der Sterndeutung“
- Kitāb aṣ-Ṣaidala: Pharmakognosie, ein alphabetisches Verzeichnis von Heilpflanzen und Nahrungsmitteln
- Kitāb al-Ǧamāhir fī maʿrifat al-ǧawāhir, ein Buch über Mineralien
- Kitāb Taḥdīd nihāyat al-amkin li-taṣḥīḥ masāfāt al-masākin, ein Buch über Geodäsie
- Kitāb fī taḥqīq mā li-l-Hind min maqūla maqbūla fī l-ʿaql au marḏūla, ein Buch zu indischen Anschauungen der Philosophie, Astronomie, Geodäsie, der Gesellschaftsform und vielfältigen weiteren Gebieten, welche im Rahmen einer umfangreichen Bildungsreise durch Lektüre und Gespräche mit Einheimischen durchleuchtet wurden. Es wurde 1958 in Hyderabad ediert[3] und 1888 von Eduard Sachau unter dem Titel Alberuni's India[4] ins Englische übersetzt.
- Kitāb al-Āṯār al-bāqiya ʿan al-qurūn al-ḫāliya („Buch der Hinterlassenschaften früherer Jahrhunderte“), ein dem Ziyariden Qabus gewidmetes Geschichtswerk (entstanden um 1000). Das Buch wurde von Eduard Sachau 1876 unter dem Titel „Chronologie orientalischer Völker“ ediert[5] und 1879 unter dem Titel The chronology of ancient nations ins Englische übersetzt (Digitalisat).